# Vesã Gomes Naluak
Vesã Gomes Naluak (8 de Março de 1964) é um jurista e político guineense, foi Ministro da Justiça da Guiné-Bissau de 2002 até 2003. Foi ministro da Energia e Indústria, e membro do Partido da Renovação Social.

## Biografia
É licenciado em Direito pela Universidade Estadual de Kuban (Krasnodar) ex-URSS. Desempenhou em 2002/2003 a função do Ministro da Justiça, em 2007/2008  Ministro da Energia e Indústria no executivo de Martinho Ndafa Kabi. Foi eleito Deputado, Presidente da Comissão Especializada para a Administração Interna, Poder Local e Defesa Nacional na Assembleia Nacional Popular.